# 波多卡帕斯國家公園
波多卡普斯國家公園（Parque Nacional Podocarpus，意为“罗汉松国家公园”）是厄瓜多爾的國家公園，位於該國東南部，分属薩莫拉-欽奇佩省和洛哈省，始建於1982年，面積1462.8 km2，是40種哺乳類動物的棲息地。

## 图集

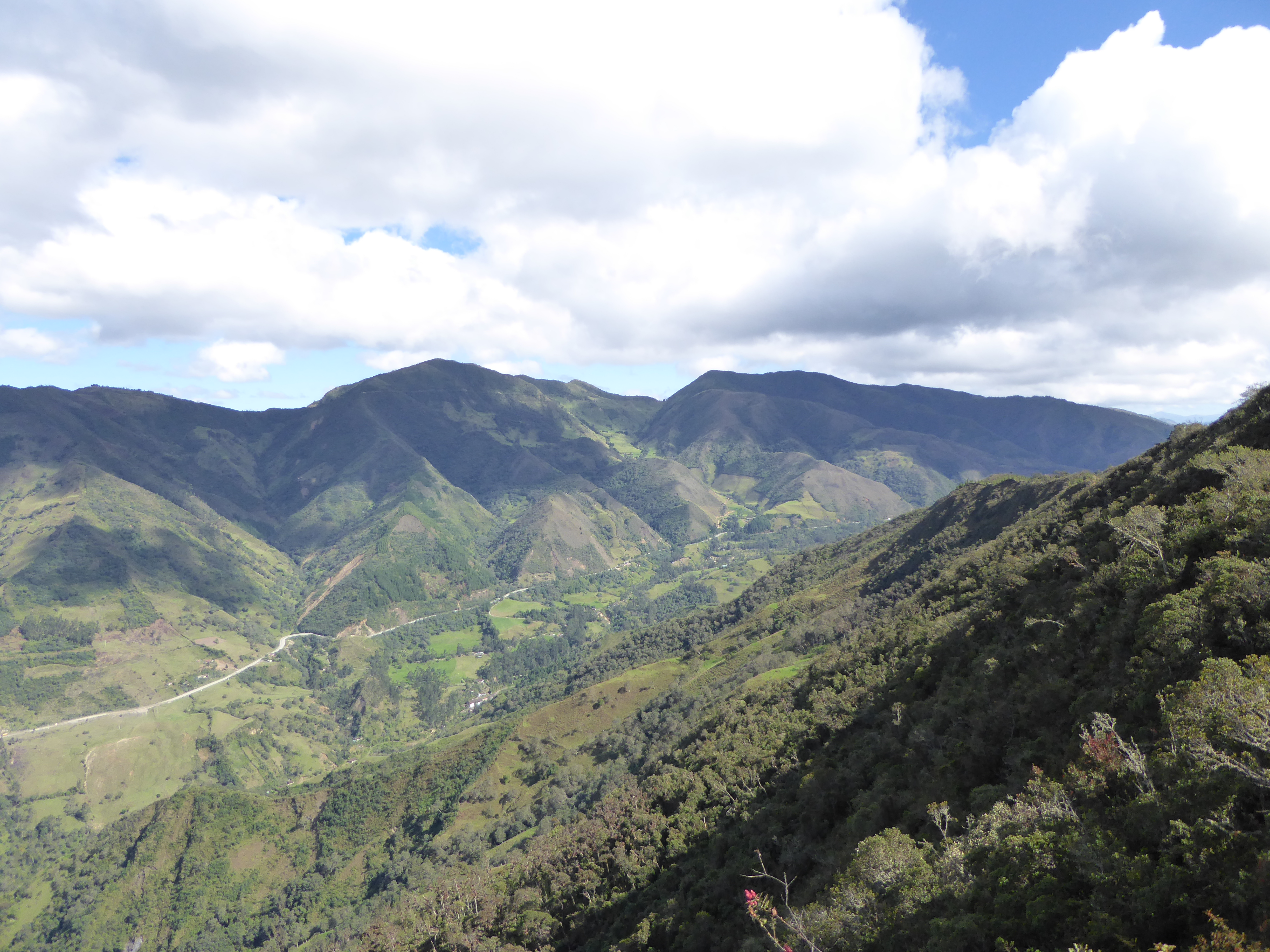
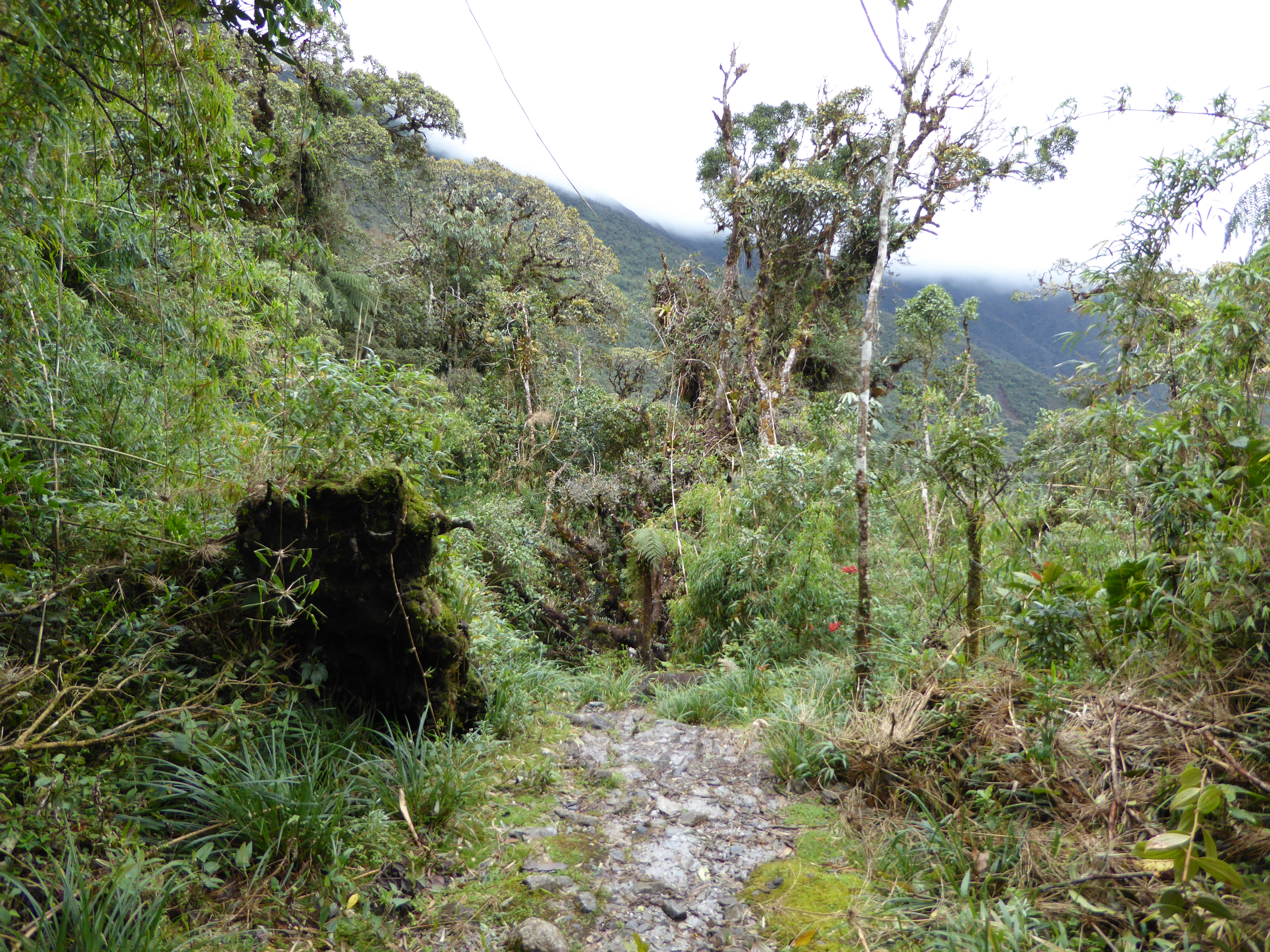
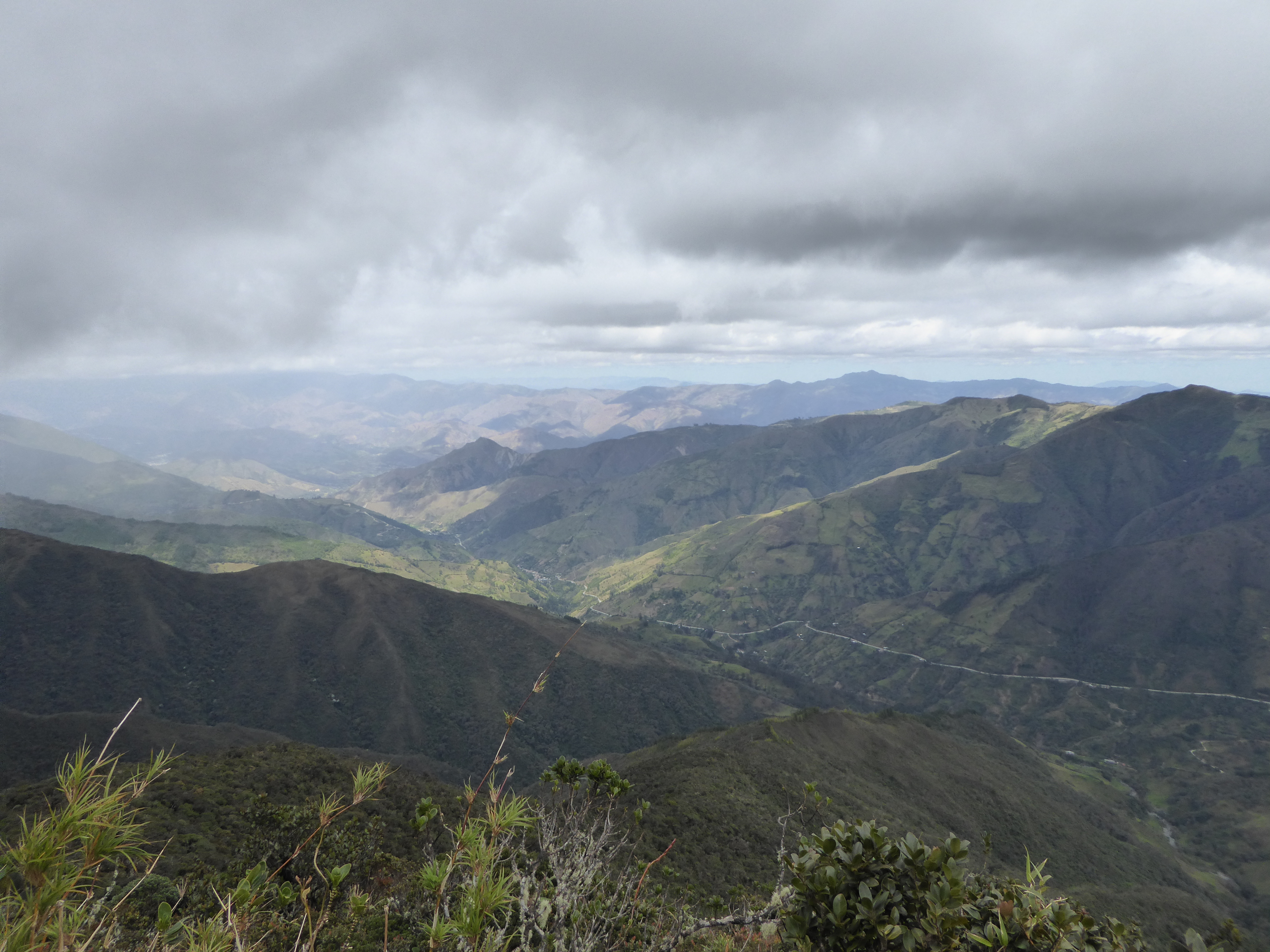